# Duotone

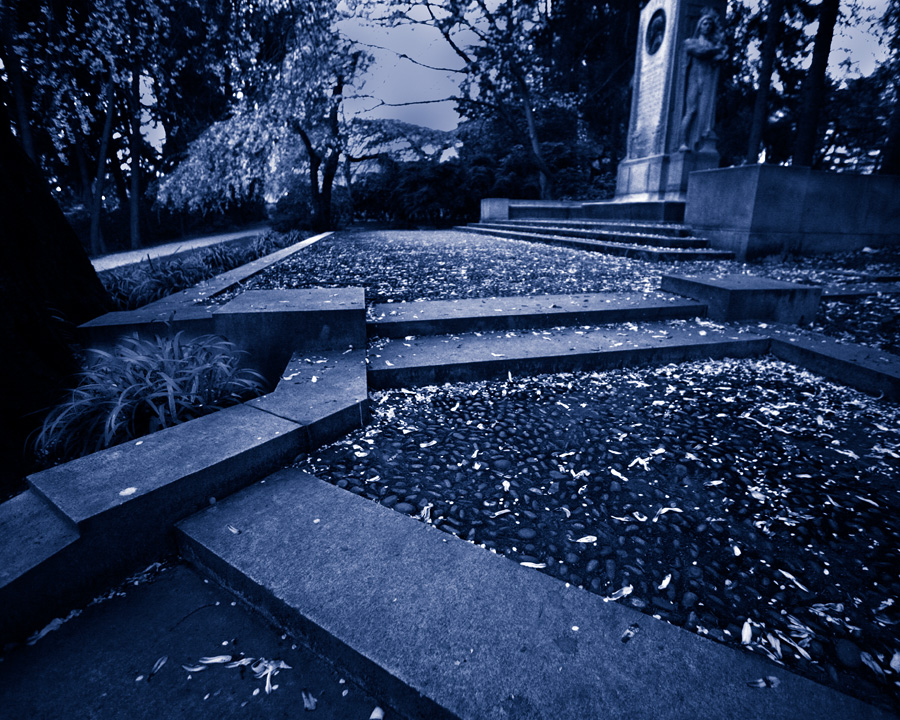
Bild med duotone i svart och blått.

Duotone eller duplex är en tryckteknik för att skapa gråskalebilder med en känsla av färg. Vid duplextryck används två färger varav ena färgen oftast, men inte nödvändigtvis, är svart.
Tekniken började användas redan i slutet av 1800-talet inom fotograferingen för att skapa en känsla av värme i de svart-vita bilderna. Sepiatoning skapades med olika nyanser av brunt i bilderna.
På 1960- och 1970-talen var det en vanlig teknik inom tecknade serier och gick då under populärbeteckningen Lingonsylt (svart och rött).
Ursprungligen användes tekniken för att sänka tryckkostnaden genom att endast behöva använda två tryckplåtar istället för fyra som vid fyrfärgstryck.
Senare har duotone även kommit att benämna tvåfärgstryck generellt utan att det nödvändigtvis finns en gråskalebild att utgå ifrån eller en falsk duplex där man trycker en bild i gråskala på en färgad bottenplatta så att de vita partierna i bilden får bottenplattans kulör.